# Willie Whopper
Willie Whopper es un personaje de dibujos animados creado por el animador estadounidense Ub Iwerks. La serie Whopper fue la segunda del estudio Iwerks producida por Pat Powers y distribuida a través de Metro-Goldwyn-Mayer. Se produjeron 14 cortos en 1933 a 1934. [1]

## Historia
Willie es un muchacho joven que cuenta sus muchas aventuras extravagantes, que luego se representan en la pantalla. Sus relatos fantásticos son, de hecho, mentiras descaradas o "whoppers". Sus historias suelen estar precedidas por su frase memorable: "Di, ¿alguna vez te dije esta?"
La primera película producida por el personaje fue The Air Race (1933), en la que Willie cuenta cómo entró y ganó la National Air Race de 1933, incluso al final recibió un beso de Amelia Earhart. El corto refleja la fascinación de Iwerks por la aviación. Una escena incluso involucra un avión que se estrella contra un puesto de "Fuegos artificiales" que luego se reduce en ortografía a "I WERKS" (el apellido del animador Ub Iwerks).
Inicialmente, The Air Race no se lanzó porque el distribuidor MGM la rechazó, pidiendo una revisión para explicar más sobre por qué Willie ingresó a la carrera. En la revisión en gran parte reanimada, Spite Flight (1933), la historia muestra a Willie interesado en el premio en efectivo de la carrera porque lo ayudará a pagar la hipoteca de la madre de su novia. El nuevo video también convierte al rival de Willie en el dueño de la novia.
El animador Grim Natwick diseñó inicialmente Willie para The Air Race y la posterior Play Ball, el primer estreno teatral del personaje. Era, al principio, alto y larguirucho, como una versión para niños de Flip the Frog. Iwerks no estaba completamente satisfecho con este diseño y decidió hacer que el personaje fuera más "caricaturesco". Entonces, en la cuarta entrada de la serie, Stratos-Fear, Willie se convirtió en roly-poly y más entrañable para el público. Las críticas también fueron especialmente por este nuevo cambio. Antes de que terminara 1933, Willie también apareció en su primer esfuerzo de Cinecolor, Davy Jones 'Locker.
1934 fue el año final de producción de la serie Whopper. Sin embargo, algunos de los mejores de Willie surgieron de este año en particular. Una entrada interesante de 1934 es The Good Scout, un escandaloso corto en el que el boy scout Willie logra ayudar a una hermosa niña que ha sido secuestrada por un gran bruto en el centro de la ciudad de Nueva York. La mayor parte de la banda sonora de la película está compuesta por un disco jazzy Jelly Roll Morton de 78 rpm y sus antecedentes son impresionantes. El corto también presenta un parecido de Bosko, posiblemente una broma por parte de los animadores de Harman-Ising Bob Stokes y Norm Blackburn. La entrada final en la serie fue Viva Willie lanzada el 20 de septiembre de 1934. Otros empleados de Iwerks en la serie incluyeron a Al Eugster, Norma Blackburn, Berny Wolf y Shamus Culhane (que se refirió a Willie como un "niño Baron von Münchhausen ").
Después de que MGM dejó caer a Iwerks, contrataron a Hugh Harman y Rudolf Ising para producir una serie de dibujos animados llamada Happy Harmonies directamente para el estudio. Harman e Ising acababan de abandonar Warner Brothers, donde habían estado produciendo Looney Tunes y Merrie Melodies para Leon Schlesinger.

## Filmografía

### 1933
1. The Air Race (julio/agosto de 1933)
2. Play Ball (16 de septiembre de 1933)
3. Splite Flight (14 de octubre de 1933)
4. Stratos-Fear (11 de noviembre de 1933)
5. Davy Jones' Locker (9 de diciembre de 1933) (primer corto de willie whopper en color)

### 1934
1. Hell's Fire (6 de enero de 1934) (segundo y último corto de willie whopper en color)
2. Robin Hood, Jr (3 de febrero de 1934)
3. Insultin' the Sultan (14 de abril de 1934)
4. Reducing Creme (19 de mayo de 1934
5. Rasslin' Round (1 de junio de 1934)
6. Cave Man (6 de julio de 1934)
7. Jungle Jitters (27 de julio de 1934)
8. The Good Scout (1 de septiembre de 1934)
9. Viva Willie (21 de septiembre de 1934)